# Biblioteca Víctor Català
La Biblioteca Víctor Català és una biblioteca pública del municipi de l'Escala (Alt Empordà) que forma part del servei de biblioteques de la Diputació de Girona. L'edifici de la biblioteca està inclòs en l'Inventari del Patrimoni Arquitectònic de Catalunya.

## Edifici
Situada dins del nucli antic de la població de l'Escala, al sector nord-oest, amb la façana principal orientada a la plaça Víctor Català. Edifici entre mitgeres de planta rectangular, distribuït en planta baixa i dos pisos, amb la coberta plana. La façana principal es troba emmarcada per dos trams de parament laterals, bastits amb plafons de pedra rectangulars de color gris. A la planta baixa hi ha dos portals d'accés a l'interior, els quals es troben integrats dins de dos grans finestrals de vidre de pla sinuós. Al mig dels dos portals, dues columnes de ferro que sostenen la part de la façana corresponent als pisos superiors. A la primera planta hi ha quatre grans finestres rectangulars, les dues centrals més grans, cobertes per un sistema de persianes a base de lamel·les blanques. Al pis superior, continua el sistema de lamel·les a les obertures, tot i que en aquest cas es tracta de balcons amb barana de ferro de barrots simples. La façana està rematada amb una cornisa sobresortida.

## Història
L'actual biblioteca, antigament propietat la Caixa de Girona, ha passat de titularitat privada a pública, fent-se càrrec l'Ajuntament de l'Escala. Aquest té la voluntat de conservar-ho com a biblioteca, introduint pròximament diferents reformes a l'edifici.
L'edifici és obra del reconegut arquitecte Joaquim Masramon de Ventós (Olot, 1910-Girona, 1987), llicenciat l'any 1940.